# Rio das Salinas
Rio das Salinas är ett vattendrag i Brasilien. Det ligger i den centrala delen av landet, 50 km norr om huvudstaden Brasília.
Omgivningarna runt Rio das Salinas är huvudsakligen savann. Trakten runt Rio das Salinas är nära nog obefolkad, med mindre än två invånare per kvadratkilometer.